# Randall Rocks
Die Randall Rocks sind eine Gruppe von Klippenfelsen vor der Fallières-Küste des Grahamlands auf der Antarktischen Halbinsel. In der Marguerite Bay liegen sie 800 m vor dem südwestlichen Winkel der Millerand-Insel und erstrecken sich über eine Länge von 1,5 km in nordwest-südöstlicher Ausrichtung.
Teilnehmer der British Graham Land Expedition (1934–1937) unter der Leitung des australischen Polarforschers John Rymill kartierten sie 1936 grob. Der Falkland Islands Dependencies Survey (FIDS) nahm zwischen 1948 und 1949 genauere Vermessungen und die Benennung vor. Namensgeber ist Terence Mark Randall (* 1928), Funker des FIDS auf dessen Station auf Stonington Island von 1947 bis 1949.